# Lucio Quinzio Cincinnato Capitolino (tribuno consolare 386 a.C.)
Lucio Quinzio Cincinnato Capitolino (fl. IV secolo a.C.) è stato un politico e militare romano.

## Primo tribunato consolare
Nel 386 a.C. fu eletto tribuno consolare con Quinto Servilio Fidenate, Marco Furio Camillo, Servio Cornelio Maluginense, Lucio Orazio Pulvillo e Publio Valerio Potito Publicola.
Quando Anzio riprese le armi contro Roma, sostenuta anche da giovani fuoriusciti Latini ed Ernici, il Senato decise di affidare le operazioni belliche a Furio Camillo, che volle con sé il collega Publio Valerio. A Quinto Servilio fu affidato il compito di organizzare un esercito da porre nella campagna romana, a difesa della città da possibili attacchi degli Etruschi, a Lucio Quinzio fu affidato il compito di presidiare le mura cittadine, ed a Lucio Orazio di organizzare tutto l'approvvigionamento di guerra.
Quando poi, sconfitti i Volsci, i romani si volsero contro gli Etruschi che stavano assediando Sutri e Nepi, affidando il comando a Furio Camillo, a Lucio Quinzio e Lucio Orazio fu assegnato il compito di presidiare le campagne dove si era svolto lo scontro con i Volsci.

## Secondo tribunato consolare
Nel 385 a.C. fu eletto tribuno consolare con Tito Quinzio Cincinnato Capitolino, Aulo Manlio Capitolino, Publio Cornelio, Lucio Papirio Cursore e Gneo Sergio Fidenate Cosso.
Durante l'anno il Senato nominò Aulo Cornelio Cosso dittatore, per far fronte all'ennesima minaccia portata a Roma dai Volsci e ai possibili disordini interni, dovuti alle richieste della plebe, portate avanti da Marco Manlio Capitolino.

## Terzo tribunato consolare
Nel 377 a.C. fu eletto tribuno consolare con Gaio Veturio Crasso Cicurino, Lucio Emilio Mamercino, Publio Valerio Potito Publicola, Servio Sulpicio Pretestato, Gaio Quinzio Cincinnato.
Durante il tribunato Roma dovette far fronte alla solita minaccia dei Volsci, cui questa volta si erano uniti i Latini.
Organizzata la leva, l'esercito fu diviso in tre parti, uno a difesa della città, una a difesa della campagna romana, e il grosso fu inviato a combattere i nemici, agli ordini di Lucio Emilio e Publio Valerio.
Lo scontro campale si svolse nei pressi di Satrico e fu favorevole ai romani, nonostante la forte resistenza dei Latini, che dai romani avevano adottato le tecniche di battaglia. Mentre i Volsci si ritirarono ad Anzio, dove trattarono la resa, consegnando la città e le sue campagne ai romani, i Latini diedero fuoco a Satrico, e attaccarono Tuscolo, secondo loro doppiamente colpevole, perché città latina che aveva ottenuto la cittadinanza romana.
Mentre i Latini occupavano la città, i Tuscolani si ritirarono nella rocca, ed inviarono una richiesta d'aiuto ai romani. Questi inviarono immediati rinforzi agli ordini di Lucio
Quinzio e Servio Sulpicio, riuscendo a sconfiggere i Latini, ed a liberare la città alleata.